# Бертрамбуа
Бертрамбуа́ (фр. Bertrambois) — коммуна во французском департаменте Мёрт и Мозель региона Лотарингия. Относится к кантону Сире-сюр-Везуз.	

## География
Бертрамбуа расположен в 60 км к востоку от Нанси и в 4 км от Сире-сюр-Везуз на границе с Эльзасом. Соседние коммуны: Фракельфен на севере, Нидерофф на северо-востоке, Лафремболь на юго-востоке, Сире-сюр-Везуз на юго-западе, Танконвиль на западе, Аттиньи на северо-западе.

## История
- В 1795—1805 годах здесь существовало фаянсовое производство.

## Демография
Население коммуны на 2010 год составляло 357 человек.
| 1962 | 1968 | 1975 | 1982 | 1990 | 1999 | 2010 |
| ---- | ---- | ---- | ---- | ---- | ---- | ---- |
| 533  | 483  | 409  | 405  | 342  | 403  | 357  |

## Достопримечательности
- Следы древнеримской «Германской дороги».
- Замок Соссенрюп.
- Часовня Соссенрюп.
- Церковь XIX века.